# 刘崇谟
刘崇谟（?—?），字成禹，滑州胙城县（今河南省延津县胙城乡）人，唐朝政治人物。

## 生平
唐僖宗中和三年（883年），刘崇谟进士及第。乾寧末年，官至太常少卿、弘文馆直学士。

## 家族
天祖刘奇。高祖刘慎知，获嘉令。父刘符，蔡州刺史。崇谟为第五子。大哥劉崇龜，官至清海節度使，三哥刘崇望，唐昭宗时担任同平章事，四哥劉崇魯，水部員外郎、知制誥。